# Expedition 21

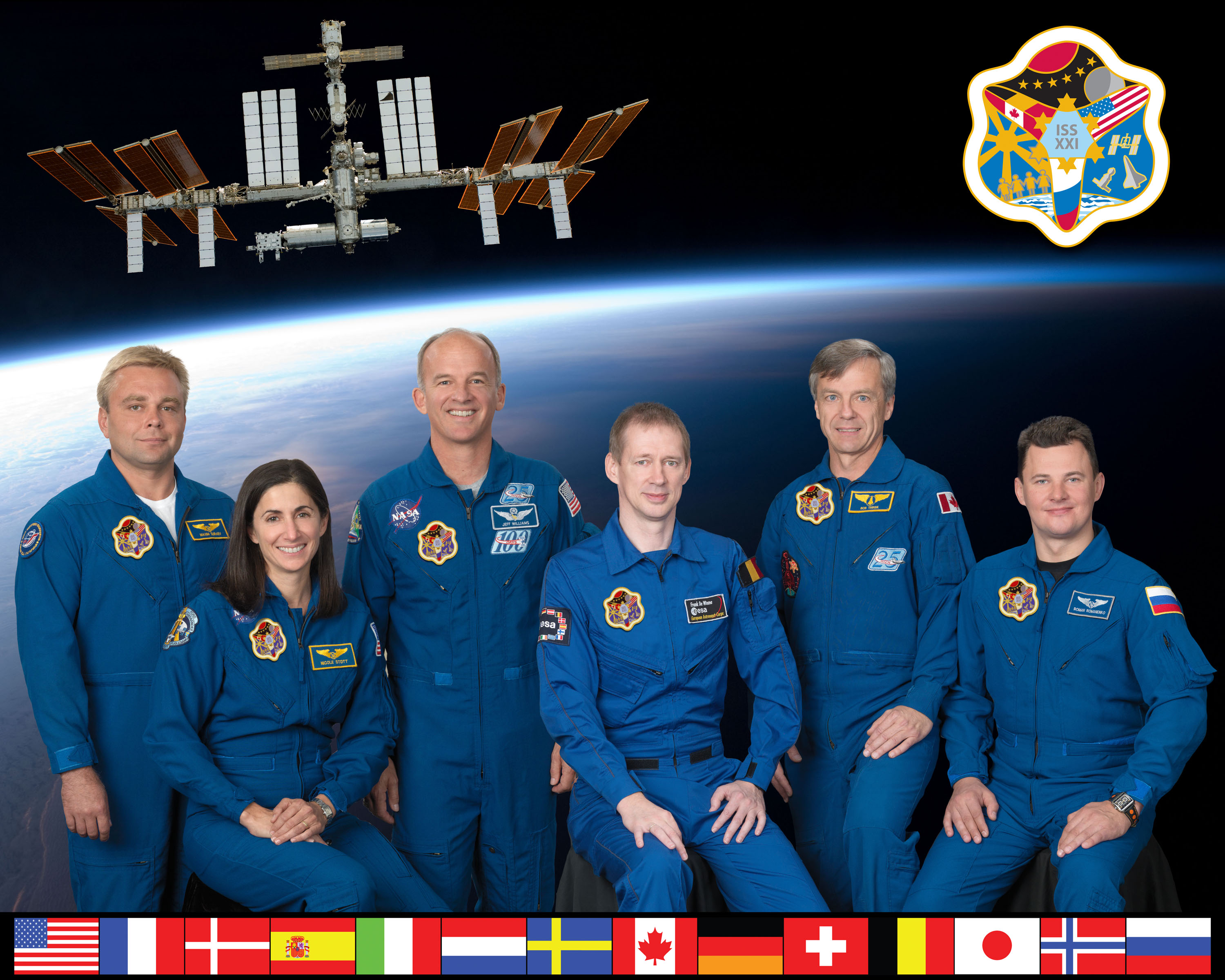
Expedition 21 besättning.

Expedition 21 var en expedition till den Internationella rymdstationen (ISS) som påbörjades i oktober 2009 och avslutades 1 december 2009. Expeditionen var den första med befälhavare från ESA och den första utan befälhavare från NASA eller RSA. Under överlämningen mellan Expedition 20 och Expedition 21 var tre stycken Sojuz-farkoster dockade till ISS, vilket var första gången så många var dockade samtidigt.  

## Besättningen
| Position       | Första delen (oktober - november 2009)    | Andra delen (november - december 2009)    |                                           |
| -------------- | ----------------------------------------- | ----------------------------------------- | ----------------------------------------- |
| Befälhavare    | Frank De Winne, ESA Andra rymdfärd        | Frank De Winne, ESA Andra rymdfärd        | Frank De Winne, ESA Andra rymdfärd        |
| Flygingenjör 1 | Roman Romanenko, RSA Första rymdfärd      | Roman Romanenko, RSA Första rymdfärd      | Roman Romanenko, RSA Första rymdfärd      |
| Flygingenjör 2 | Robert Thirsk, CSA Andra rymdfärd         | Robert Thirsk, CSA Andra rymdfärd         | Robert Thirsk, CSA Andra rymdfärd         |
| Flygingenjör 3 | Jeffrey N. Williams, NASA Tredje rymdfärd | Jeffrey N. Williams, NASA Tredje rymdfärd | Jeffrey N. Williams, NASA Tredje rymdfärd |
| Flygingenjör 4 | Maksim Surajev, RSA Första rymdfärd       | Maksim Surajev, RSA Första rymdfärd       | Maksim Surajev, RSA Första rymdfärd       |
| Flygingenjör 5 | Nicole P. Stott, NASA Första rymdfärd     |                                           |                                           |

- Frank De Winne (2) Befälhavare -  ESA. Uppskjutning 27 maj 2009 med Sojuz TMA-15 för att ingå i Expedition 20.
- Roman Romanenko (1) flygingenjör -  RSA. Uppskjutning upp 27 maj 2009 med Sojuz TMA-15 för att ingå i Expedition 20.
- Robert Thirsk (2) flygingenjör -  CSA. Uppskjutning 27 maj 2009 med Sojuz TMA-15 för att ingå i Expedition 20.
- Nicole P. Stott (1) flygingenjör -   NASA. Uppskjutning 29 augusti 2009 med Discovery STS-128  för att ingå i Expedition 20.
- Jeffrey N. Williams (3) flygingenjör -   NASA.
- Maksim Surajev (1) flygingenjör -  RSA.

(#) antal rymdfärder som varje besättningsmedlem avklarat, inklusive detta uppdrag.